# The Only Place
The Only Place è il secondo album in studio del gruppo musicale statunitense Best Coast, pubblicato nel 2012.

## Tracce
1. The Only Place – 2:40
2. Why I Cry – 2:17
3. Last Year – 3:33
4. My Life – 2:12
5. No One Like You – 3:02
6. How They Want Me to Be – 3:52
7. Better Girl – 2:54
8. Do You Love Me Like You Used To – 3:16
9. Dreaming My Life Away – 3:22
10. Let's Go Home – 2:35
11. Up All Night – 4:37

Tracce Bonus - Edizione Deluxe
1. Mean Girls – 3:40
2. Angsty – 2:53

## Formazione
Best Coast
- Bethany Cosentino – voce, chitarra
- Bobb Bruno – batteria, chitarra, basso

Altri musicisti
- Jon Brion – percussioni, tastiera, chitarra a 12 corde, lap steel, basso a 6 corde